# Термографска камера
Термографската камера (наричана още инфрачервена камера, топловизор, термовизионна камера или термична камера) е устройство, което създава изображение с помощта на инфрачервено излъчване, подобно на обикновената камера, която формира изображение, използвайки видима светлина. Вместо обхвата 400 – 700 nm на камерата за видима светлина, инфрачервените камери са чувствителни към дължини на вълните от около 1000 nm (1 μm) до около 14 000 nm (14 μm). Практиката на улавяне и анализ на предоставените от тях данни се нарича инфрачервена термография.